# Dorfkirche Freienhufen

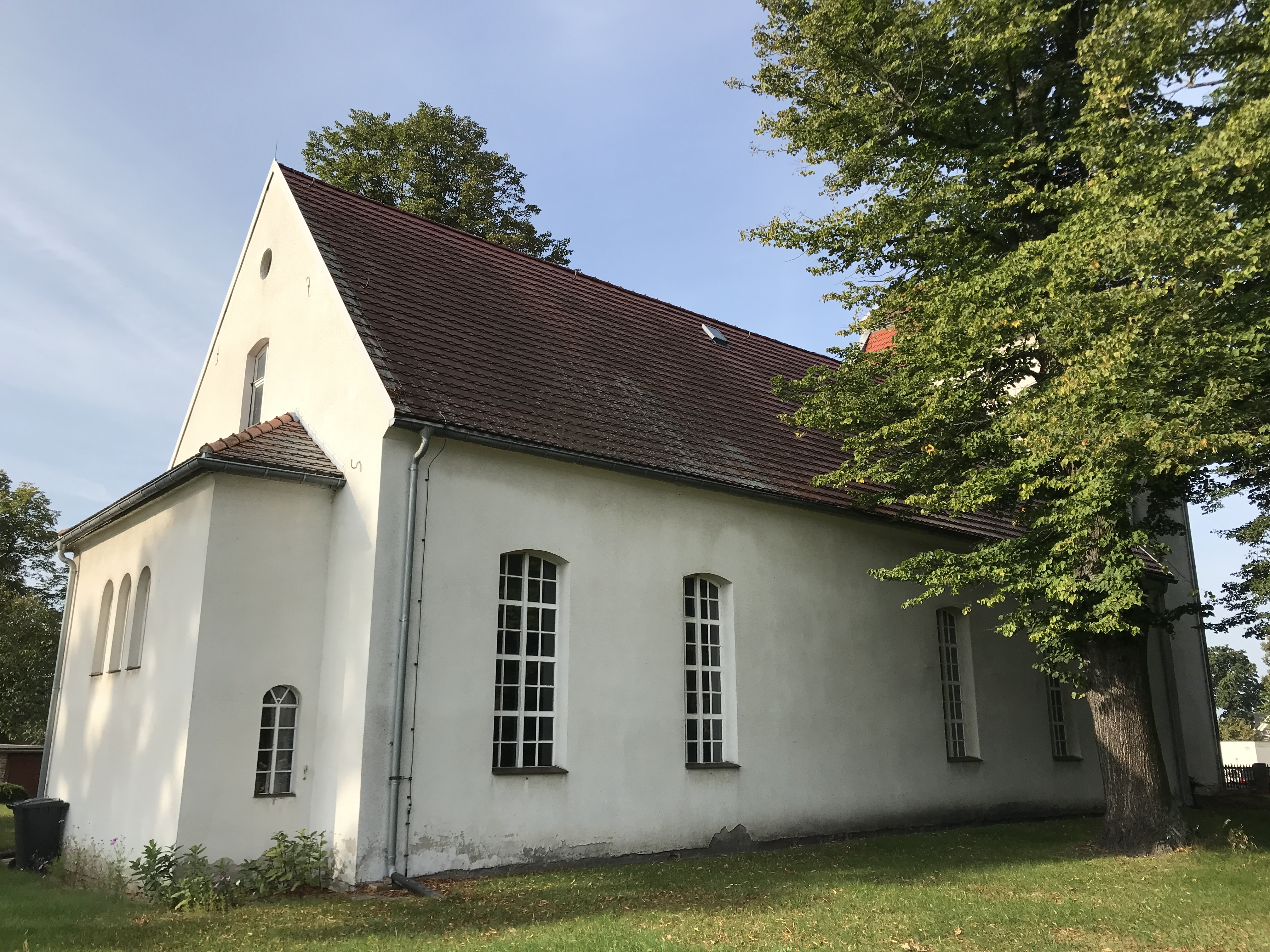
Dorfkirche Freienhufen

Die evangelische Dorfkirche Freienhufen ist eine im Kern spätgotische Saalkirche in Freienhufen, einem Ortsteil der Stadt Großräschen im Landkreis Oberspreewald-Lausitz
im Land Brandenburg. Die Kirchengemeinde gehört zum Kirchenkreis Niederlausitz der Evangelischen Kirche Berlin-Brandenburg-schlesische Oberlausitz.

## Lage
Die Bundesstraße 96 führt als Freienhufener Hauptstraße in West-Ost-Richtung durch den Ort. Von ihr zweigt die Straße Kirchplatz nach Norden hin ab. Die Kirche steht nordöstlich dieser Kreuzung auf einem Grundstück mit einem Kirchfriedhof, der mit einer niedrigen Mauer aus Mauersteinen und einem darauf aufgesetzten Zaun eingefriedet ist.

## Geschichte
Das Bauwerk entstand vermutlich im 15. Jahrhundert aus Feld- und Mauersteinen. Das Brandenburgische Landesamt für Denkmalpflege und Archäologische Landesmuseum (BLDAM) vermutet, dass der Kirchturm erst im 18. Jahrhundert angefügt wurde. Kirchenschiff und Turm sind verputzt. Im Jahr 1823 wurden die Fenster „barock“ vergrößert, 1899 das Schiff nach Osten um zwei Achsen verlängert. Zur gleichen Zeit erhielt das Turmoberteil ein Mansarddach. Im Jahr 1992 wurde die Kirche restauriert; 2016 der Altar und 2019 die Kanzel.

## Baubeschreibung

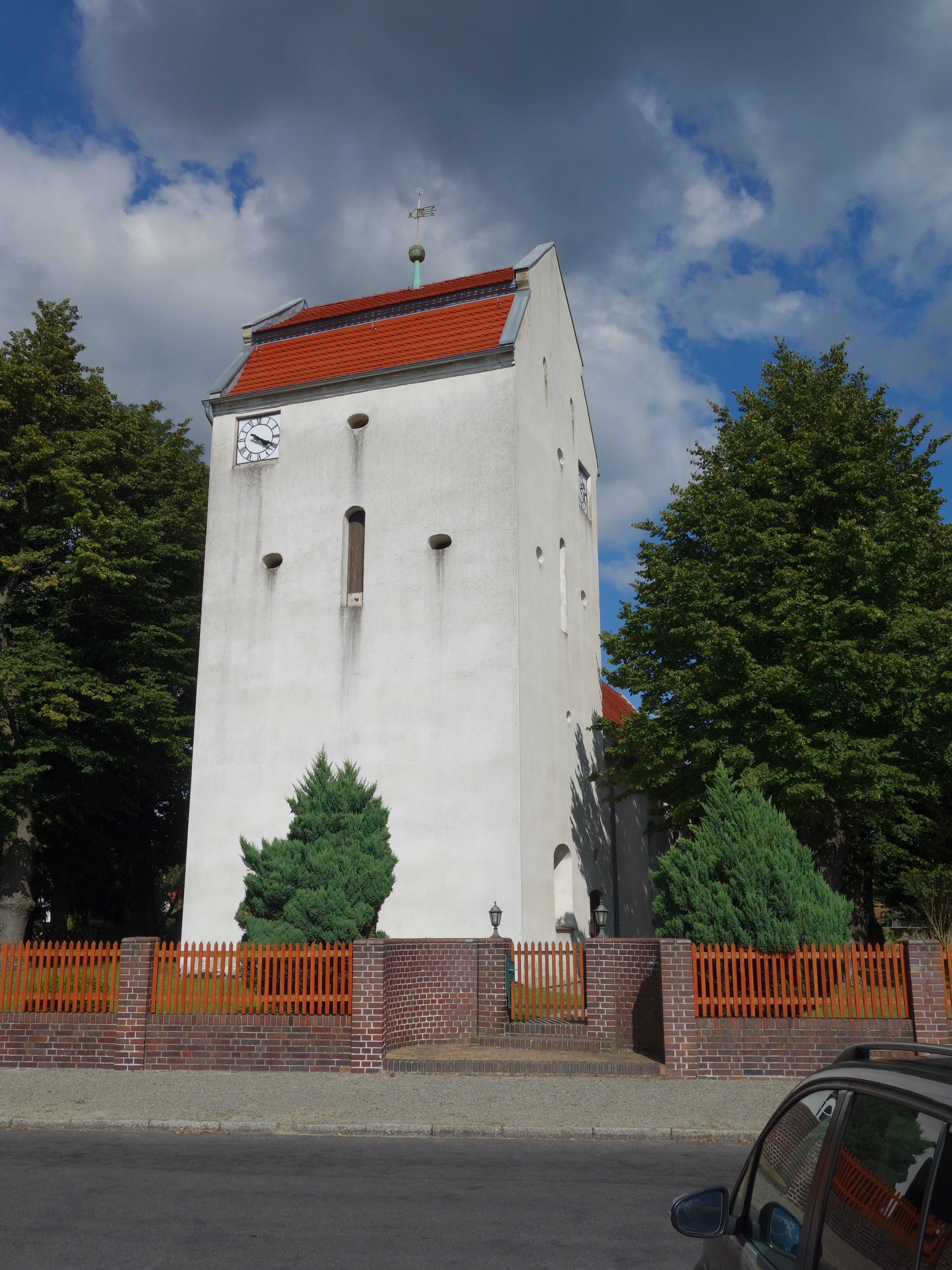
Westturm

Das Bauwerk wurde im Wesentlichen aus Feld- und Mauersteinen errichtet, die anschließend verputzt wurden. Der Chor ist gerade und stark eingezogen. An der Ostwand sind drei kleine Rundbogenfenster, die zurückversetzt in die Wand eingesetzt wurden. Im Giebel ist ein mittig ein bienenkorbförmiges Fenster, darüber eine kreisrunde Öffnung. An der Chornordseite ist ein schmales, ebenfalls rundbogenförmiges Fenster, während an der Chorsüdseite eine hölzerne Pforte verbaut wurde.
Das Kirchenschiff hat einen rechteckigen Grundriss. An der Nordseite sind im östlichen Bereich zwei hohe, ebenfalls bienenkorbförmige Fenster, die sich annähernd über die gesamte Höhe des Langhauses erstrecken. Westlich sind zwei weitere, gleichartige Fenster. Die Südseite ist annähernd identisch aufgebaut. Mittig ist jedoch ein kleiner, rechteckiger Vorbau, der durch eine Pforte von Süden her betreten werden kann.
Der querrechteckige Kirchturm nimmt die volle Breite des Kirchenschiffs auf. Im unteren Geschoss ist an seiner Westseite ein bienenkorbförmiges Fenster. Ein weiteres Fenster befindet sich auf der Südseite, rechts daneben ist eine Pforte. Die Nordseite ist im unteren Bereich fensterlos. Im Glockengeschoss sind an der Westseite eine schmale, rundbogenförmige Öffnung, gefolgt von zwei sehr kleinen Ochsenaugen zur linken und rechten Seite. Oberhalb ist ein weiteres Ochsenauge, nach Norden ausmittig versetzt eine rechteckige Turmuhr. Diese Gliederung wurde auch an der Nord- und Südseite vorgenommen; nach Norden hin fehlt jedoch die Turmuhr. Der Turm schließt mit einem quergestellten Mansarddach ab, auf dem mittig eine Turmkugel sitzt.

## Ausstattung

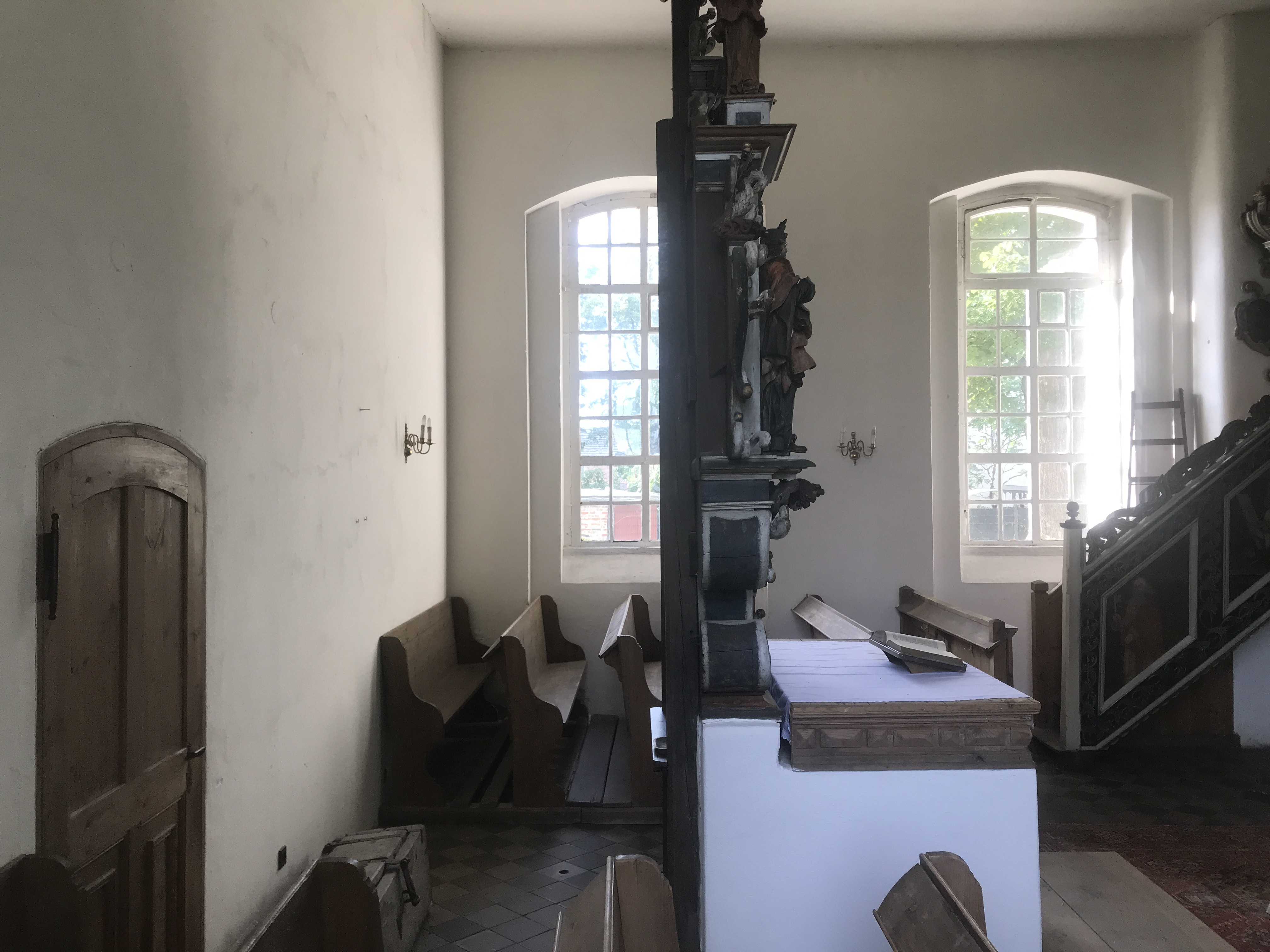
Blick ins Kirchenschiff

Das BLDAM bezeichnet das geschnitzte Altarretabel als „von großer Kunstfertigkeit und reicher Bilderfindung“. Das Werk schuf Andreas Schultze in den Jahren 1656/1657 und wurde von Martin Henschel gefasst. In der Predella ist das Abendmahl Jesu in einem Hochrelief zu sehen. Im Altarblatt ist ein plastisches Kruzifix vor einem gemalten Landschaftshintergrund angebracht. Es wird seitlich von Moses und Johannes dem Täufer flankiert. Im Altarauszug ist die Auferstehung Jesu Christi in einer Kartusche zu sehen; seitlich sind Engel und Leidenwerkzeuge zu sehen. Das gesamte Werk wurde mit reichhaltigem Knorpelwerk und Inschriften verziert. Seitlich sind Wangen angebracht, auf denen Phönix und ein Pelikan sitzen. Die Kanzel schuf vermutlich Abraham Jäger im Jahr 1683, die entsprechende Fassung fertigte Chr. Birnbaum an. Am Kanzelkorb und Aufgang sind zwischen Freisäulen die Bilder der Evangelisten sowie Simon Petrus, an der Rückwand der Salvator mundi zu sehen. Oberhalb ist ein Schalldeckel mit sechs Engeln, die ein mittig angeordnetes Kreuz tragen.
Zur weiteren Kirchenausstattung zählt eine achteckige Fünte aus dem 15. Jahrhundert, die mit einem breiten Fries und Vierpässen verziert wurde. Die Wände an der Nord- und Südwand sind mit Resten einer mittelalterlichen Wandmalerei geschmückt. Sie zeigen unter anderem das Fragment einer Kreuzigung und entstanden vermutlich in der Mitte des 15. Jahrhunderts. Im Innenraum befindet sich im Norden und Westen eine L-förmige Empore. Das Bauwerk ist im Innern flach gedeckt.

## Orgel

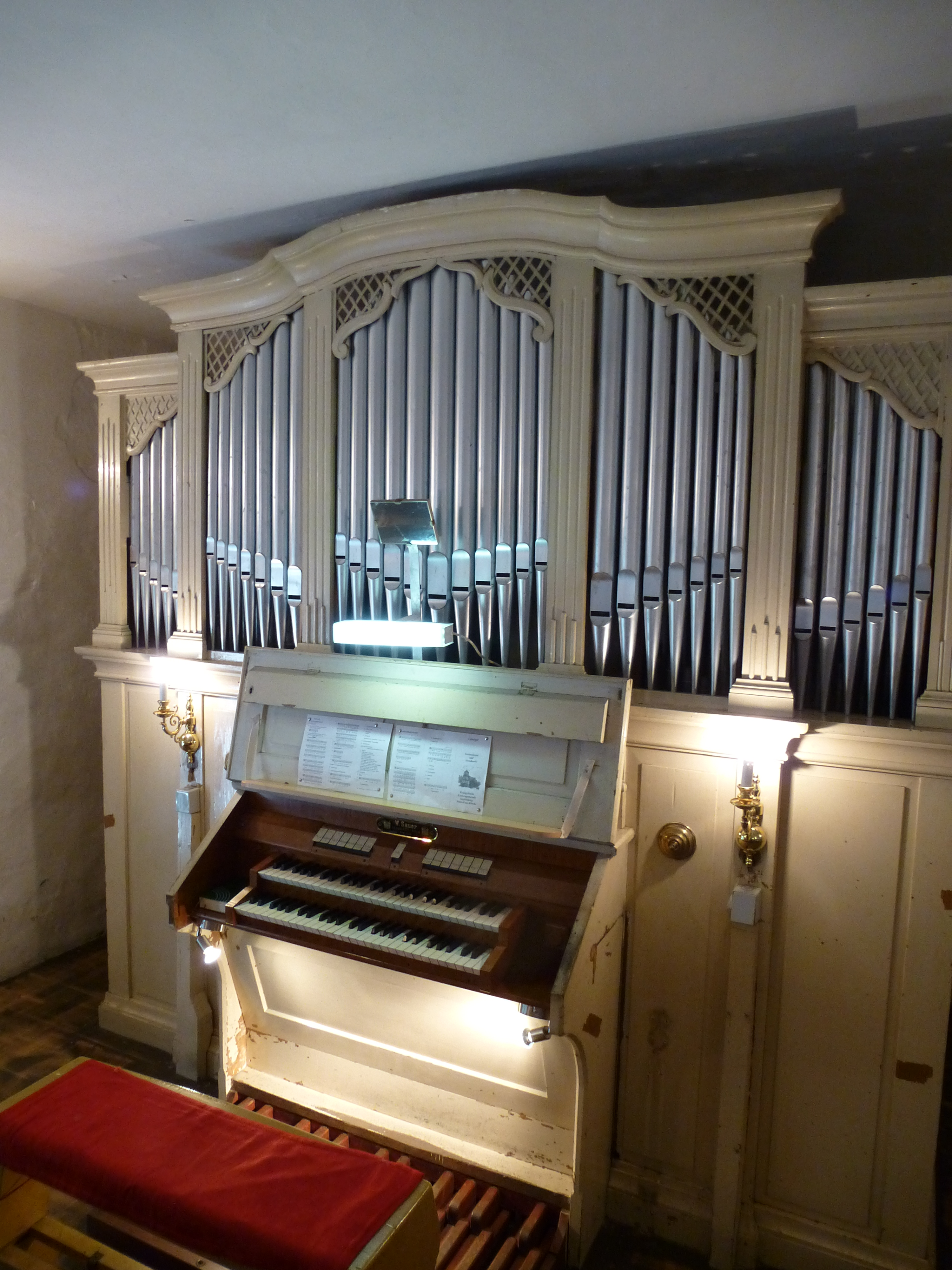
Orgel

Die erste Orgel baute Johann Christoph Schröther der Ältere im Jahr 1829. Das Werk wurde von Wilhelm Sauer 1906 ersetzt, der jedoch das alte Gehäuse nutzte. Seine Firma restaurierte 1992 das Instrument. Es besitzt elf Register auf zwei Manualen und Pedal. Seine Disposition lautet:
| I Manual C–f3 |           |       |
| 1.            | Prinzipal | 8′    |
| 2.            | Gemshorn  | 4′    |
| 3.            | Flöte     | 8′    |
| 4.            | Prästant  | 4′    |
| 5.            | Quinte    | 2 ⁄3′ |
| 6.            | Oktave    | 2′    |

| II Manual C–f3 |            |    |
| 7.             | Gedackt    | 8′ |
| 8.             | Salicional | 8′ |
| 9.             | Rohrflöte  | 4′ |

| Pedal C–d1 |         |     |
| 10.        | Subbass | 16′ |
| 11.        | Violon  | 8′  |

- Koppeln: II/I, I/P, II/P